# Gmina Stężyca (Powiat Rycki)
Die Gmina Stężyca ist eine Landgemeinde im Powiat Rycki der Woiwodschaft Lublin in Polen. Ihr Sitz ist das gleichnamige Dorf.

## Gliederung
Zur Landgemeinde Stężyca gehören folgende Ortschaften mit einem Schulzenamt:
Brzeziny
Brzeźce
Długowola
Drachalica
Kletnia
Krukówka
Nadwiślanka
Nowa Rokitnia
Paprotnia
Pawłowice
Piotrowice
Prażmów
Stara Rokitnia
Stężyca
Zielonka
Weitere Orte der Gemeinde sind Błędowice, Borowina, Bory, Brzeziny-Kolonia, Brzeźce-Kolonia, Plebanka und Zapiaszcze.